# العين (بعلبك)
العين هي إحدى القرى اللبنانية من قرى قضاء بعلبك في محافظة بعلبك الهرمل.
العين هي بلدة تقع على السفح الغربي للسلسلة الشرقية من جبال لبنان وتتبع قضاء بعلبك. يحدها من الشرق السلسلة الشرقية من الغرب بلدة جبولة, من الشمال بلدة الفاكهة, وتقع على الطريق الدولي بعلبك-حمص.
سميّت بهذا الاسم لكثرة عيون الماء فيها، ففيها أكثر من 10 ينابيع أهمها:
عين الحنش.
رأس المي.
عين حمّورة.
عين رميّا.
و غيرها.

## العين في التاريخ
كما كانت تسمى قديما بعين سلطان نسبة لـ الأمير سلطان بن الأمير مصطفى الحرفوش من حكام بعلبك والمتوفي عام 1255 هجرية ومن أقواله المعروفة العين عيني والفاكهة فاكهتي والرأس رأسي نسبة للضيع اللبنانية المشار اليها والتي كانت من ضمن أملاكه الخاصة ومن الأشعار التي توثق تاريخ ولادة ابنه الوحيد الأمير محمد عام 1243هـ.

## المساحة والسكان
- عدد سكان العين حوالي : 5245 ساكن يتوزّعون على الطوائف السنية، الشيعية, الكاثوليكية، والأرمنية. .
- المساحة : 878 هكتار.